# Lijst van burgemeesters van Pijnacker
Dit is een lijst van burgemeesters van de voormalige Nederlandse gemeente Pijnacker in de provincie Zuid-Holland. De gemeente is per 1 januari 2002 opgeheven en opgegaan in de nieuwe gemeente Pijnacker-Nootdorp.
| Ambtsperiode                      | Naam burgemeester                                | Partij of stroming | Bijzonderheden |
| --------------------------------- | ------------------------------------------------ | ------------------ | --- |
| 1801 - 1832                       | Laurens van den Braak                            |                    | eerst als schout; was van 1824-1832 ook burgemeester van de gemeente Abtsregt en van de gemeente Ackersdijk en Vrouwenregt |
| 1832 - 1836                       | mr. Frederik de Gyselaar                         |                    | |
| 1836 - 1837                       | Cornelis van Buijsen                             |                    | waarnemend |
| 1837 - 1850                       | Jhr.mr. Willem Arnold Alting Lamoraal von Geusau |                    | |
| 1850 - 1857                       | G.J.F. Tydeman                                   |                    | |
| 1 oktober 1857 - 21 december 1896 | Jhr. Jacob Louis Hesselt van Dinter              |                    | |
| 20 januari 1897 - 1 juni 1935     | Jhr. J.K. Hesselt van Dinter                     |                    | zoon van zijn voorganger                                                                                                   |
| 1 augustus 1935 - 1 januari 1950  | mr.dr. P.H.W.G. van den Helm                     | CHU                | |
| 1 januari 1950 - 16 mei 1956      | H. Duiker                                        | CHU                | |
| 1 oktober 1956 - 1 juni 1971      | J. Vader                                         | CHU                | |
| 16 juli 1971 - 1 april 1981       | Rinze (R.F.H.) Hempenius                         | CHU / CDA          | |
| 1 juli 1981 - 1 augustus 2001     | John (J.) de Prieëlle                            | CDA                | |
| 1 augustus 2001 - 1 januari 2002  | Jan (J.) Noorland                                | VVD                | waarnemend |